# Blaas of Glory
Blaas of Glory ist ein niederländischer Spielmannszug aus Zwolle. Sie machte sich vor allem durch ihre Coverversionen von Metal- und Hard-Rock-Hits einen Namen. Sie tritt auf zahlreichen Festivals europaweit auf.

## Bandgeschichte
Blaas of Glory wurde 2007 gegründet. Die einzelnen Bandmitglieder stammen aus verschiedenen Metalbands. Sie bezeichnen sich selbst als „Heavy Metal Marching Band“, durch die Besetzung aus neun Personen handelt es sich aber um keine klassische Marching Band, die etwa ab 20 Personen beginnt, sondern um einen Spielmannszug. Die Band trägt zu ihren Auftritten extravagante Kostüme, die unter anderem an den Glam Metal angelehnt sind: Schneetiger-Leggins, Spandex-Hosen und Perücken.
Tambourmajor ist Rick Mensink. Musikinstrumente sind unter anderem Sousaphon, Glockenspiel, Akustische Gitarre, Pauke, Akkordeon, Klarinette und Große Trommel.
Bei ihren Auftritten spielt die Band Coverversionen unterschiedlicher Metal- und Hard-Rock-Gruppen wie Iron Maiden, Van Halen, Europe, Metallica und AC/DC.
Zu ihren Festivalauftritten, bei denen sie marschierend, aber auch auf der Bühne, meist als Lückenfüller, spielen, zählen unter anderem das Wacken Open Air, wo sie seit vielen Jahren zum festen Line-Up gehören, dem Eier mit Speck, dem Pinkpop, dem Eurosonic Noorderslag, Das Werner-Rennen, dem Sonisphere Festival (in der Schweiz, Spanien und im Vereinigten Königreich), dem Sziget und bei den Full Metal Cruises. In Deutschland traten sie außerdem zusammen mit Bülent Ceylan in der Die Bülent Ceylan Show auf RTL sowie bei Liveauftritten auf.
Die Band hat insgesamt drei Alben als Eigenproduktionen herausgegeben. Mit dem 2011er Album Highway to Hell erreichten sie Platz 89 der niederländischen Charts.

## Diskografie

### Alben
- 2009: Read ’em and Weep (Eigenproduktion)
- 2011: Highway to Hell (Eigenproduktion)
- 2017: Live (Eigenproduktion)

### Singles
- 2011: Wanted Dead or Alive (Rough Trade)
- 2011: Enter Venusss (Eigenproduktion)